# Домашицы
Домашицы — болото на западе Пинского района Брестской области Белоруссии.

## Описание болота
Болото низинного типа в водосборе реки Пины. Площадь 5900 га. Глубина торфа до 3,8 м, средняя 1,6 м, степень разложения 45 %, зольность 18,8 %. Северная часть болота (1800 га) осушена в 1972—1975 открытой сетью с механической откачкой воды. Добывается торф.

## Растительность
Выращивают зерновые и частично пропашные культуры, многолетние травы. Южная часть болота в естественном состоянии, частично используется под сенокос. Растут ива, осока.